# الهاشميون في العراق
الهاشميون في العراق كان العراق جزءا من الدولة العثمانية، وفي عام 1920 أقام الملك فيصل بن الحسين مملكة في العراق من خلال معاهدة مع بريطانيا، وفي عام 1932 استقل العراق وشارك في عصبة الأمم. الغي الانتداب البريطاني على العراق ووقع على تحالف مع بغداد، وظهر التحالف البريطاني العراقي إلى الوجود عام 1922 وفي عام 1925 أجريت أول انتخابات برلمانية. توفي الملك فيصل سنة 1933 وخلفه ابنه غازي الأول الذي ألغى الأحزاب وفرض نوعا من الحكم الشمولي في البلاد، مما أدى إلى ثورة القبائل الكردية وعزز من مكانة الجيش. واستمر الملك غازي في الحكم حتى توفي في حادث سيارة سنة 1939. وخلفه أبنه فيصل الثاني وكان تحت الوصاية وهو لم يبلغ الثالثة من عمره، وكان نوري السعيد هو الذي يدير الدولة، واندلعت في هذه الأثناء (1941) ثورة رشيد عالي الكيلاني، واستمرت حالة من عدم الاستقرار تخيم على الأوضاع السياسية في العراق تخللتها ثورة القبائل الكردية عامي 1945 /1946 ثم معاهدة التعاون العسكري المشترك بين العراق والأردن عام 1947، وانتفاضة أكتوبر/ تشرين الأول 1952 التي طالبت بانتخابات مباشرة والحد من صلاحيات الملك، وفي عام 1958 وقع العراق والأردن على اتحاد  كونفدرالي فيما بينهما إلا أن الانقلاب العسكري الذي قاده عبد الكريم قاسم عجل بسقوط الملكية بعد أن قتل الملك فيصل الثاني وخاله عبد الإله ورئيس الوزراء نوري السعيد ثم أعلنت الجمهورية.

## نسبهم
يرجع نسب الهاشميين في العراق إلى قبيلة بني هاشم المنبثقة عن قبيلة قريش، وتسلسل نسبهم كالتالي:
الملك فيصل الأول بن الملك حسين بن علي بن محمد بن عبد المعين بن عون بن محسن بن عبد الله بن الحسين بن عبد الله بن الحسن بن محمد أبو نمي الثاني بن بركات بن محمد بن بركات بن الحسن بن عجلان بن رميثة بن محمد أبو نمي الأول بن الحسن بن علي الأكبر بن قتادة بن إدريس بن مطاعن بن عبد الكريم بن عيسى بن الحسين بن سليمان بن علي بن عبد الله بن محمد الثائر بن موسى الثاني بن عبدالله الرضى بن موسى الجون بن عبدالله المحض بن الحسن المثنى بن الحسن السبط بن علي بن أبي طالب بن عبدالمطلب بن هاشم.

نسب عائلة السادة الحصونة حكام لواء المنتفق  
السيد الإمبراطور عبدالحسين  
عزيز  
محسن الحصونة 
السيد الشريف رستم
السيد الشريف سعد 
السيد الشريف يعقوب
السيد الشريف سعد 
السيد الشريف محمدأمين 
السيد الشريف سعد
السيد الشريف يعقوب 
السيد الشريف سعد
السيد الشريف العلامة اية الله غالب الغوالب  
السيد الشريف شمس الدين
السيد الشريف قمر الدين
السيد الشريف بدر الدين 
السيد الشريف بهاء الدين
السيد الشريف جمال الدين
السيد الشريف شرف الدين 
السيد الشريف فائز الدين 
السيد الشريف نور الدين امير قم 
السيد الشريف شهاب الدين امير طوس
السيد الشريف بدر الدين نقيب الإشراف و امير طوس
السيد الشريف بيداء الدين الاستدرجاني امير قم 
السيد الشريف ابي الفتح عيسى فاتح شرق خراسان
السيد الشريف الامير محمد النقيب امير قم
السيد الشريف جمال الدين امير طوس
السيد الشريف ضياء الدين النقيب امير قم
السيد الشريف احمد النقيب امير قم و طوس
السيد الشريف محمد الاعرج امير قم و طوس
السيد الشريف احمد النقيب امير قم
السيد الشريف موسى المبرقع رض
الامام محمد الجواد ع
الامام علي الرضا ع
الامام موسى الكاظم ع
الامام جعفر الصادق ع
الامام محمد الباقر ع
الامام علي زين العابدين ع
الامام الحسين ع
الامام علي بن ابي طالب ع

## قائمة الحكام
| ال1878_1962حاكم              | فترة الحكم       | حياة الحاكم      | ملاحظات                               |
| ---------------------------- | ---------------- | ---------------- | ------------------------------------- |
| رئيس مجلس الدولة             |                  |                  |                                       |
| عبد الحسين عزيز الحصونة      | من 1920 إلى 1921 | 1878_1962        |                                       |
| الملوك                       |                  |                  |                                       |
| فيصل                         | من 1921 إلى 1933 | من 1883 إلى 1933 |                                       |
| غازي                         | من 1933 إلى 1939 | من 1912 إلى 1939 |                                       |
| فيصل الثاني                  | 1939-1958        | 1935-1958        |                                       |
| مجلس الوصاية                 |                  |                  |                                       |
| عبد الإله                    | 1939-1941        | 1913-1958        | وصي                                   |
| السيد عبدالحسين عزيز الحصونة | 1941-1941        | 1878_1962        | وصي و حاكم أرستقراطي على لواء المنتفق |
| عبد الإله                    | 1941-1953        | 1913-1958        | وصي للمرة الثانية                     |